# Jefim Smirnow
Jefim Iwanowicz Smirnow, ros. Ефим Иванович Смирнов (ur. 10 października?/23 października 1904 we wsi Ozierki w guberni włodzimierskiej, zm. 6 października 1989 w Moskwie) – radziecki polityk i wojskowy, generał pułkownik służby medycznej, minister ochrony zdrowia ZSRR (1947–1952), Bohater Pracy Socjalistycznej (1978).

## Życiorys
Początkowo robotnik rolny, od 1928 żołnierz Armii Czerwonej, od 1929 członek WKP(b), 1932 ukończył Akademię Wojskowo-Medyczną, lekarz batalionu pancernego, od lutego 1933 szef Oddziału 2 Wydziału Wojskowo-Sanitarnego Leningradzkiego Okręgu Wojskowego. Od marca 1935 do czerwca 1936 i ponownie od marca 1937 do kwietnia 1938 kierownik kursu Akademii Wojskowo-Medycznej, od czerwca 1936 do marca 1937 pomocnik szefa Wydziału Kadr Zarządu Sanitarnego Armii Czerwonej, od kwietnia 1938 szef służby sanitarnej Leningradzkiego Okręgu Wojskowego. W 1938 ukończył Akademię Wojskową im. Frunzego w Moskwie, od maja 1939 szef Zarządu Sanitarnego Armii Czerwonej, podczas wojny ZSRR z Niemcami 1941–1945 szef Głównego Zarządu Wojskowo-Sanitarnego Armii Czerwonej, od 1 lutego 1943 generał porucznik, a od 10 października 1943 generał pułkownik służby medycznej, 1946–1947 szef Głównego Zarządu Wojskowo-Medycznego Sił Zbrojnych ZSRR, od lutego 1947 do grudnia 1952 minister ochrony zdrowia ZSRR. Od kwietnia do września 1953 naczelnik Akademii Wojskowo-Medycznej im. Kirowa, 1953–1955 szef zarządu Sztabu Generalnego Sił Zbrojnych ZSRR, od 1955 szef Głównego Zarządu Wojskowo-Medycznego Ministerstwa Obrony ZSRR, od listopada 1960 szef Zarządu 15 Sztabu Generalnego Sił Zbrojnych ZSRR, 1985–1987 wojskowy konsultant Grupy Generalnych Inspektorów Ministerstwa Obrony ZSRR, w listopadzie 1987 zwolniony ze służby.
Zmarł w Moskwie. Pochowany na cmentarzu Nowodziewiczym.

## Ordery i odznaczenia
- Medal Sierp i Młot Bohatera Pracy Socjalistycznej (ZSRR, 21 lutego 1978)
- Order Lenina (ZSRR, siedmiokrotnie)
- Order Rewolucji Październikowej (ZSRR, 9 października 1984)
- Order Czerwonego Sztandaru (ZSRR, trzykrotnie: 14 czerwca 1940, 18 września 1943, 20 czerwca 1949)
- Order Kutuzowa I klasy (ZSRR, 1 sierpnia 1944)
- Order Wojny Ojczyźnianej I klasy (ZSRR, 11 marca 1985)
- Order Czerwonej Gwiazdy (ZSRR, dwukrotnie: 11 marca 1944, 10 grudnia 1964)
- Medal „Za obronę Moskwy” (ZSRR)
- Medal „Za zwycięstwo nad Niemcami w Wielkiej Wojnie Ojczyźnianej 1941–1945” (ZSRR)
- Medal jubileuszowy „Dwudziestolecia zwycięstwa w Wielkiej Wojnie Ojczyźnianej 1941–1945” (ZSRR)
- Medal jubileuszowy „Trzydziestolecia zwycięstwa w Wielkiej Wojnie Ojczyźnianej 1941–1945” (ZSRR)
- Medal jubileuszowy „Czterdziestolecia zwycięstwa w Wielkiej Wojnie Ojczyźnianej 1941–1945” (ZSRR)
- Krzyż Komandorski z Gwiazdą Orderu Odrodzenia Polski (13 listopada, 1945)[1]
- Medal Zwycięstwa i Wolności 1945 (26 października 1945)